# Tipula immerens
Tipula immerens är en tvåvingeart som beskrevs av Alexander 1944. Tipula immerens ingår i släktet Tipula och familjen storharkrankar.
Artens utbredningsområde är Venezuela. Inga underarter finns listade i Catalogue of Life.